# Panama
Panama (spanisch Panamá) ist ein Staat in Mittelamerika, der an Costa Rica im Westen und Kolumbien im Osten grenzt. Der Panamakanal, der das Land durchquert, verbindet die Karibik mit dem Pazifischen Ozean. Der Kanal, eine der wichtigsten Wasserstraßen der Welt, ist für den Staat Panama die mit Abstand wichtigste Einnahmequelle.
Panama erhielt 1903 seine Unabhängigkeit von Kolumbien. Danach stand das Land lange unter dem Einfluss der USA. Im Jahre 1999 gaben die USA schließlich die volle Kontrolle des Panamakanals an den Staat Panama ab. Dank der Einnahmen durch den Kanal zählt Panama heute zu den reichsten Ländern in Lateinamerika.

## Geographie

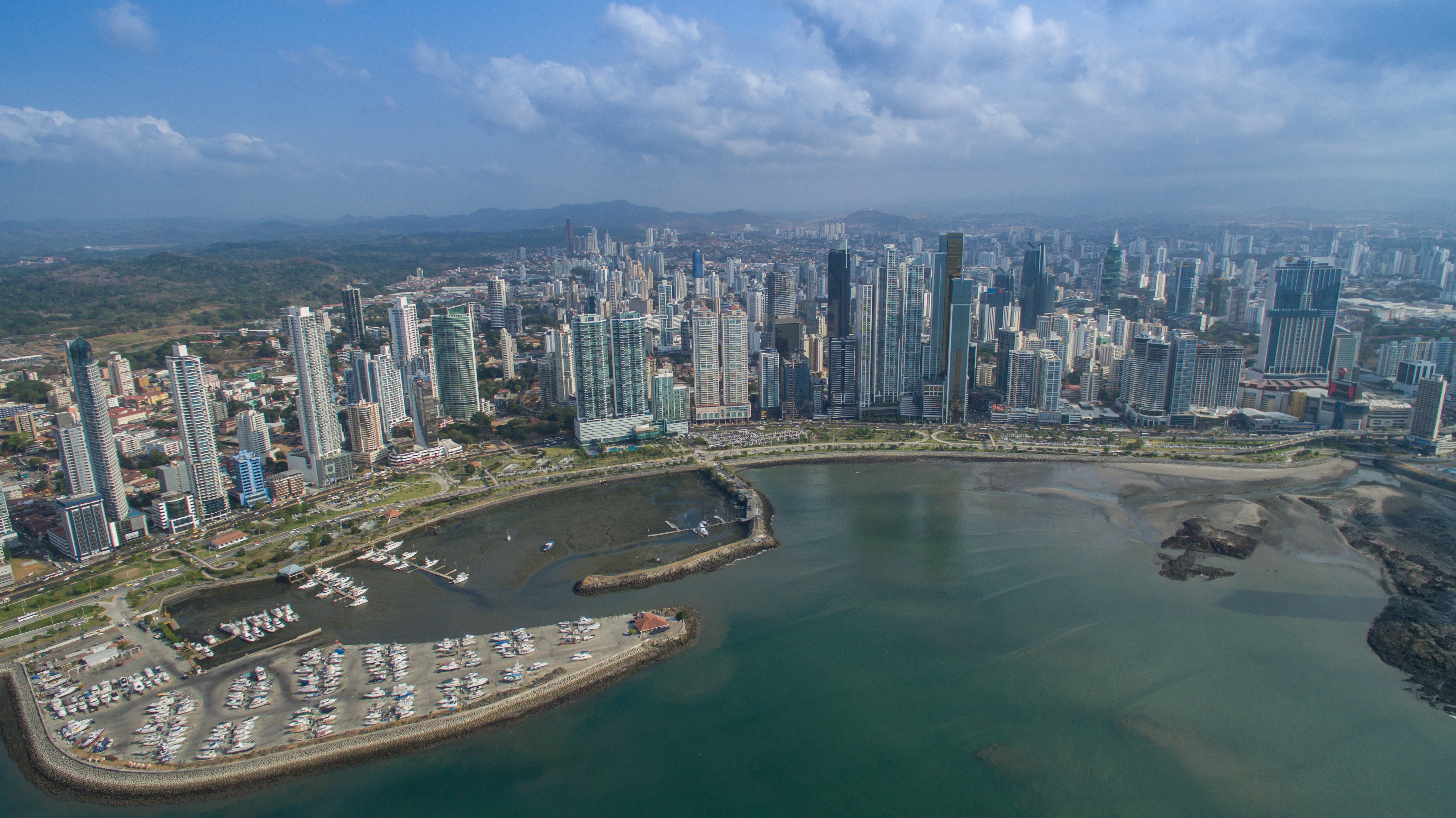
Modernes Bankenviertel in Panama-Stadt

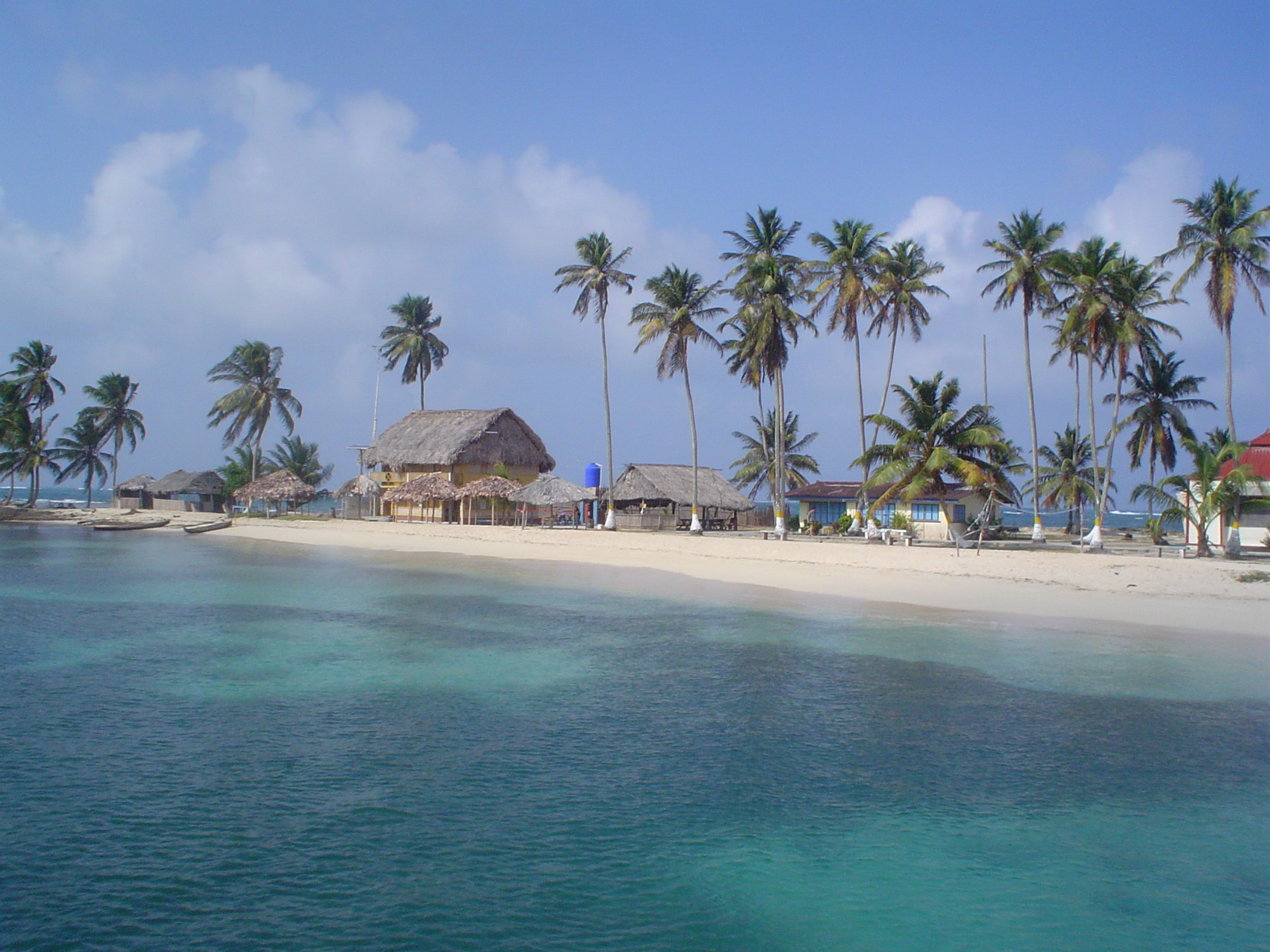
Die Isla El Porvenir im Gebiet der Kuna Yala

Der Staat Panama hat eine Fläche von 75.517 km², davon sind 210 km² Binnenwasserflächen. Seine Küste ist 1.915 km lang.
Panama nimmt den schmalsten Teil der mittelamerikanischen Landbrücke ein, die hier vom Panamakanal durchbrochen wird. Der Isthmus von Panama ist nur 60 km breit. Der höchste Berg des Landes ist der Volcán Barú mit 3477 m. Er ist Teil der mittelamerikanischen Cordillera de Talamanca, die Panama parallel zu den Küsten durchzieht.
Panama grenzt im Westen an Costa Rica und im Osten an Kolumbien mit Grenzlängen von 330 bzw. 225 Kilometer.

### Landschaftszonen
Karibik
An der nördlichen, der karibischen Küste Panamas herrscht von Januar bis März/April Trockenzeit und von Ende Juli bis September kleine Trockenzeit. Die Inselgruppe Bocas del Toro im äußersten Nordwesten Panamas beherbergt einen Nationalpark und ist mit ihren weißen Stränden eines der beliebtesten Touristenziele von Panama. Die Flora und Fauna ist durch den Tourismus zunehmend bedroht. Die nordöstliche Karibikküste ist Heimat der Kuna Yala-Indianer (auch San Blas), die anerkannte Autonomie innerhalb der Region besitzen.
Halbinsel Azuero – Umgebung von Chitré
Die Halbinsel Azuero liegt etwa auf halber Strecke zwischen Panama-Stadt und David. Auf der gesamten Fahrt via Chitré und Pedasi überwiegen Weideflächen, die nur gelegentlich von Reis- und Maisanbauten unterbrochen werden. Allmählich geht die Strecke in das Canajagua-Bergland über, in dem die Erosion eigenartige, kegelartige Hügel hinterlassen hat. Im südwestlichen Teil, dem trockensten Gebiet Panamas, liegt der etwa 8000 ha große, halbwüstenartige Nationalpark Parque Nacional Sarigua.
Darién
Die Provinz Darién ist großteils durch tropischen Regenwald gekennzeichnet. Für Touristen sind der Osten und der Süden der Provinz gefährlich. Insbesondere im Grenzgebiet zu Kolumbien bestehen hohe Sicherheitsrisiken, da hier Schmuggler und Drogenhändler aus Kolumbien sowie Widerstandskämpfer die staatliche Ordnung und Sicherheit weitgehend ausgeschaltet haben.

### Klima
An der Karibikküste sind Jahresniederschläge von 3000 mm zu verzeichnen; in Panama-Stadt liegt der Wert bei knapp 1800 mm. Die Regenzeit dauert auf der karibischen Seite von April bis Dezember; auf der pazifischen Seite von Anfang September bis Ende Oktober. Das Land gehört zu einer der regenreichsten Regionen.

### Flora und Fauna
Panama ist eine natürliche Landbrücke und verbindet Nord- und Zentralamerika mit Südamerika. So kommen hier einige Tierarten aus beiden Teilen vor, wie beispielsweise die Agutis, Tapire oder auch die Harpyie. Geschätzt leben in Panama rund 300.000 Insektenarten. Mehr als 29 % der Landfläche ist in 15 Naturparks aufgeteilt, die dem Schutz und Arterhalt der heimischen Tier- und Pflanzenwelt dienen.

### Städte
Die am dichtesten besiedelten Gebiete liegen an der pazifischen Küste rund um die Kanalzone. Im Jahr 2023 lebten 70 Prozent der Einwohner Panamas in Städten.

## Bevölkerung
Die Einwohner (Panamaerinnen und Panamaer) heißen spanisch Panameños und englisch Panamanians.

### Demografie

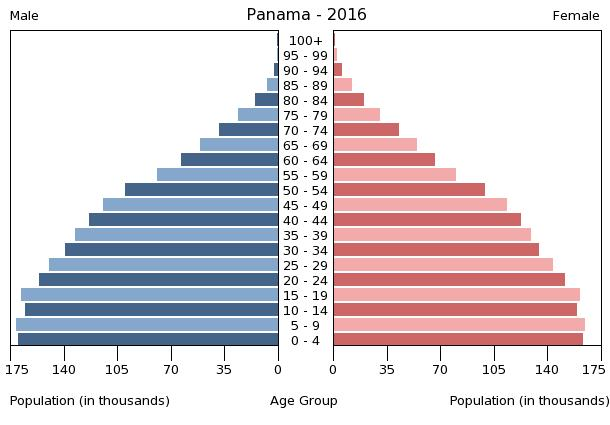
Bevölkerungspyramide Panama 2016

Panama hatte 2023 4,5 Millionen Einwohner. Das jährliche Bevölkerungswachstum betrug + 1,3 %. Zum Bevölkerungswachstum trug ein Geburtenüberschuss (Geburtenziffer: 17,4 pro 1000 Einwohner vs. Sterbeziffer: 5,9 pro 1000 Einwohner) bei. Die Anzahl der Geburten pro Frau lag 2022 statistisch bei 2,3, die der Region Lateinamerika und die Karibik betrug 1,8. Die Lebenserwartung der Einwohner Panamas ab der Geburt lag 2022 bei 76,8 Jahren. Der Median des Alters der Bevölkerung lag im Jahr 2021 bei 28,8 Jahren. Im Jahr 2023 waren 25,8 Prozent der Bevölkerung unter 15 Jahre, während der Anteil der über 64-Jährigen 9,0 Prozent der Bevölkerung betrug.
| Jahr | Einwohnerzahl | Jahr | Einwohnerzahl |
| ---- | ------------- | ---- | ------------- |
| 1950 | 0.860.000     | 1985 | 2.219.000     |
| 1955 | 0.981.000     | 1990 | 2.471.000     |
| 1960 | 1.133.000     | 1995 | 2.740.000     |
| 1965 | 1.315.000     | 2000 | 3.030.000     |
| 1970 | 1.519.000     | 2005 | 3.330.000     |
| 1975 | 1.745.000     | 2010 | 3.643.000     |
| 1980 | 1.979.000     | 2020 | 4.315.000     |

### Bevölkerungsstruktur und Sprachen
Beinahe zwei Drittel (rund 60 %) der Panamaer haben sowohl indigene als auch europäische Vorfahren. Sie leben vor allem in den im Westen des Landes gelegenen Provinzen Coclé, Herrera und Veraguas, wo sie bis zu 90 % der dortigen Bevölkerung stellen.
Die zweitgrößte Gruppe bilden die Schwarzen oder Afropanamaer mit insgesamt ca. 15 % Anteil an der Gesamtbevölkerung (in den Provinzen Darién und Bocas del Toro jeweils um 50 %). Sie lassen sich in zwei Gruppen einteilen, die jeweils die Hälfte aller Afropanamaer ausmachen. Die Angehörigen der ersten Gruppe stammen von durch die Spanier aus Westafrika verschleppten Sklaven ab und sprechen daher Spanisch. Die anderen stammen von Einwanderern aus den Karibikstaaten ab und sprechen ein mit westafrikanischen und auch französischen Elementen durchsetztes kreolisches Englisch. So stammt das Wort für Maismehl kukúu aus der Sprache der Ewe, für essen yampí aus der der Wolof.
Auf die Afropanamaer folgen mit 13 % die Nachkommen der europäischen Siedler und Einwanderer (in den Provinzen Panamá, Los Santos und Chiriquí über 15 %). Asiatischstämmige machen einen Anteil von rund 4 % an der Bevölkerung aus.
Die Indigenen haben einen Anteil von 8,3 % (nach anderen Angaben 2010: 12 %) an der Bevölkerung. Die größten Gruppen bilden Guaymí (Ngäbe und Buglé) und Cuna. Weitere Völkerstämme sind Embera, Wounaan, Bribri und Naso. Die Embera und Wounaan leben in der autonomen Comarca Emberá-Wounaan und am Rio Chagres. In den 1950er Jahren ließen sich kleine Gruppen der Embera aus der panamaischen Provinz Darien am Alajuela-See nieder, da sie die kolumbianischen Waffen- und Drogenhändler und den Kokaanbau fürchteten. Im zahlenmäßig stark begrenzten Tourismus sahen sie eine Chance, sowohl ihr Überleben zu sichern als auch ihre Kultur zu erhalten.
Eine genetische Studie ergab 2002 für die Bevölkerung Panamas im Mittel 39 % afrikanisches, 36 % indianisches und 25 % europäisches Erbgut.
Im Jahre 2017 waren 4,7 % der Bevölkerung im Ausland geboren. Die meisten Ausländer kamen aus Kolumbien (60.000), China (20.000), den USA, Nicaragua und Venezuela (jeweils 10.000). Die Migranten haben sich zumeist aus wirtschaftlichen Motiven in Panama niedergelassen.

### Religion
Die Bevölkerung Panamas ist überwiegend christlich; 86 % (nach anderen Angaben 75 bis 80 %) sind Katholiken und 10 % (nach anderen Angaben 15 bis 25 %) Protestanten (meist Evangelikale). Es gibt jeweils ungefähr 1 % Juden und Muslime. Unter den Ngäbe (Ngöbe) gibt es viele Anhänger der Bahai-Religion. Auch Mormonen sind stark vertreten. Einige Gruppen der indigenen Kuna, Ngäbe, Buglé und Embera sind nach wie vor Anhänger ihrer traditionellen mesoamerikanischen Religionen.

### Gesundheit
Die Gesundheitsausgaben des Landes betrugen im Jahr 2021 9,7 % des Bruttoinlandsprodukts. Im Jahr 2019 praktizierten in Panama 16,4 Ärztinnen und Ärzte je 10.000 Einwohner. Die Sterblichkeit bei unter 5-jährigen betrug 2022 13,3 pro 1000 Lebendgeburten. Die Lebenserwartung der Einwohner Panamas ab der Geburt lag 2022 bei 76,8 Jahren (Frauen: 80,1, Männer: 73,7). Die Lebenserwartung stieg von 74 Jahren im Jahr 2000 bis 2022 um 4 %.

## Geschichte

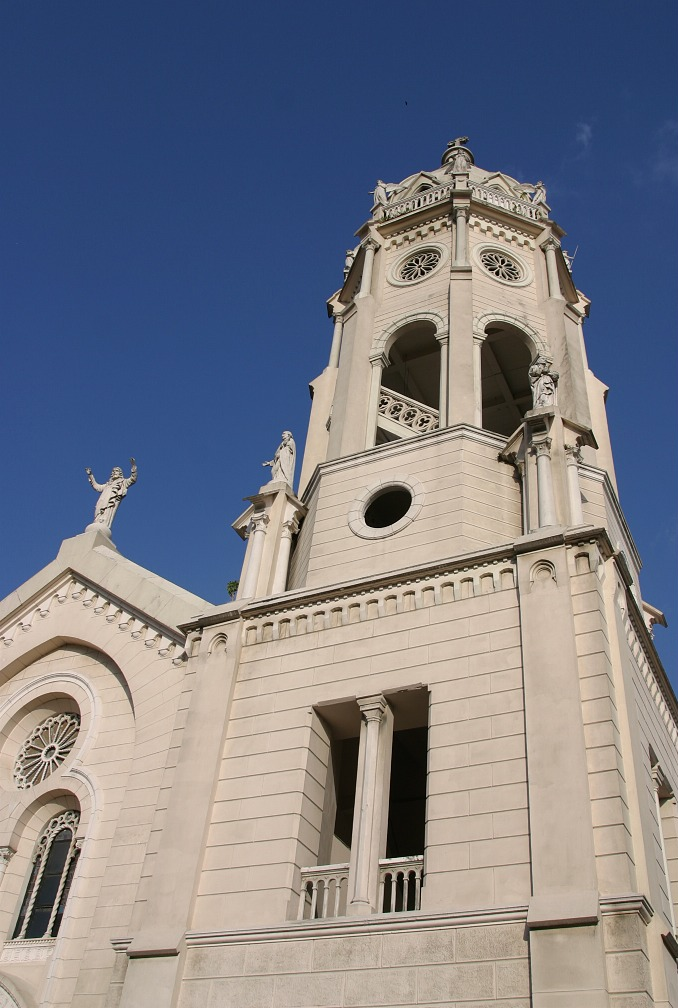
Die Kirche San Francisco de Asís

Im Jahr 1821 spaltete sich Panama von Spanien ab und wurde Teil von Großkolumbien unter Simón Bolívar. In den 1830er und 1840er Jahren wurde mehrmals die Unabhängigkeit von der Republik Neugranada (ehemals Kolumbien) erklärt, aber schnell rückgängig gemacht.
Infolge einer militärischen Intervention der USA spaltete sich das heutige Panama unter Übergangspräsident José Agustín Arango nach dem Panamakonflikt am 3. November 1903 von Kolumbien ab. Vorausgegangen war der 1000-Tage-Krieg (1899–1902) zwischen der konservativen Partei Partido Conservador Colombiano und der liberalen Partei Partido Liberal Colombiano. Der Indigene Victoriano Lorenzo kämpfte für die Selbstbestimmung der Indianer auf Seiten der Liberalen. Nach einem fehlerhaften Prozess wurde er am 15. Mai 1903 von der Regierung öffentlich hingerichtet. Damit verloren die Indigenen vorerst die Chance auf Landbesitz und politische Repräsentation im neuen Staat.
Am 18. November 1903 unterzeichnete Philippe Bunau-Varilla als panamaischer Unterhändler in Washington den Hay-Bunau-Varilla-Vertrag, der den USA erlaubte, den Panamakanal zu bauen und gleichzeitig die Hoheitsrechte für das Gebiet um den Kanal für sich zu beanspruchen, die so bezeichnete Panamakanalzone. Zwischen 1904 und 1914 errichteten Ingenieure der US Army den Panamakanal. Erste Arbeiten an dem Kanal hatten allerdings schon unter französischer Führung im Jahre 1881 begonnen.
Die Verfassung von 1904 sah das allgemeine Männerwahlrecht für alle Panamaer über 21 Jahre vor. Ein Wahlgesetz Nummer 98 vom 5. Juli 1941 gab Frauen über 21 das aktive und passive Frauenwahlrecht auf Provinzebene, wenn diese einen Universitätsabschluss, ein Lehramtsexamen, eine abgeschlossene Berufsausbildung oder den Besuch einer Sekundarschule vorweisen konnten. Das allgemeine aktive und passive Frauenwahlrecht wurde erst am 1. März 1946 eingeführt.
Von 1959 bis 1962 wurde die Puente de las Américas, eine den Kanal überspannende Brücke, unter den US-Amerikanern erbaut, die über 40 Jahre die einzige Landverbindung zwischen Nord- und Südamerika bleiben sollte. Am 15. August 2004 wurde eine zweite Brücke namens Puente del Centenario unter der scheidenden Präsidentin Mireya Moscoso eröffnet. Sie wurde allerdings erst 2005 in Betrieb genommen. Die dritte Brücke bei Colón wurde im August 2019 für den Verkehr freigegeben.
1964 kam es in der Panamakanalzone zum Flaggenstreit zwischen den USA und Panama.
Am 7. September 1977 wurden die Torrijos-Carter-Verträge unterzeichnet (dem Vertrag den Namen gegeben haben der damalige De-facto-Präsident Panamas, Omar Torrijos, und der damalige US-Präsident Jimmy Carter), der die Übertragung der gesamten Kanalzone von den USA an Panama bis Ende 1999 zusicherte.
Im Dezember 1989 stürzten die USA (unter George H. W. Bush) bei der US-Invasion in Panama (Operation Just Cause) den Diktator Manuel Noriega, der Panama nach dem mysteriösen Tod des Omar Torrijos 1981 mit Hilfe des Militärs regierte. Bis dahin war Noriega einer der wichtigsten Verbündeten der Vereinigten Staaten in Mittelamerika. Der General – oft fälschlicherweise als Präsident von 1983 bis 1989 angesehen – war jedoch lediglich der Chef der Nationalgarde, die später in die Fuerzas de Defensa de Panamá überging. Fünf Tage vor seiner Festnahme erhob ihn die Nationalversammlung zum Chef der Regierung mit außerordentlichen und zeitlich unbeschränkten Rechten.
Am 31. Dezember 1999 um 12:00 Uhr übergaben gemäß dem Torrijos-Carter-Vertrag die USA das gesamte US-Gebiet entlang des Kanals sowie alle US-amerikanischen Militärbasen offiziell an Panama. Betrieb und Verwaltung des Kanals übernahm die panamaische Panamakanal-Behörde (Autoridad del Canal de Panamá – ACP). Nach Angaben der Regierung ist aber geplant, dass die USA zwei Marinestützpunkte in Panama errichten werden, in Bahia Piña und Punta Coca.

## Politik

### Regierung
Das Parlament in Panama ist die Nationalversammlung. Seit Juli 2024 ist José Raúl Mulino von der Realizando Metas (RM), der Laurentino Cortizo von der Partido Revolucionario Democrático (PRD) nach der Präsidentschaftswahl 2024 ablöste, Präsident Panamas.

### Politische Indizes
| Name des Index                     | Indexwert    | Weltweiter Rang | Interpretationshilfe | Jahr |
| ---------------------------------- | ------------ | --------------- | --- | ---- |
| Fragile States Index               | 47,7 von 120 | 136 von 179     | Stabilität des Landes: stabiler 0 = sehr nachhaltig / 120 = sehr alarmierend Rang: 1 = fragilstes Land / 179 = stabilstes Land | 2024 |
| Demokratieindex                    | 6,84 von 10  | 47 von 167      | Unvollständige Demokratie 0 = autoritäres Regime / 10 = vollständige Demokratie                                                | 2024 |
| Freedom in the World Index         | 83 von 100   | —               | Freiheitsstatus: frei 0 = unfrei / 100 = frei                                                                                  | 2024 |
| Rangliste der Pressefreiheit       | 66,8 von 100 | 53 von 180      | Erkennbare Probleme für die Pressefreiheit 100 = gute Lage / 0 = sehr ernste Lage                                              | 2025 |
| Korruptionswahrnehmungsindex (CPI) | 33 von 100   | 114 von 181     | 0 = sehr korrupt / 100 = sehr sauber                                                                                           | 2024 |

### Verwaltungsgliederung

Verwaltungskarte von Panama

Panama ist seit der Bildung des Territoriums Naso Tjër Di im Jahr 2020 verwaltungsmäßig in zehn Provinzen (provincias) und sechs Territorien (comarcas) eingeteilt. In den autonomen Territorien gibt es eine Selbstverwaltung der indigenen Volksgruppen Buglé, Embera, Kuna, Naso, Ngäbe und Wounaan.
Verwaltungseinheiten (in Klammer die Hauptstadt):
| Provinzen - Bocas del Toro (Bocas del Toro) - Chiriquí (David) - Coclé (Penonomé) - Colón (Colón) - Darién (La Palma) - Herrera (Chitré) - Los Santos (Las Tablas) - Panamá (Ciudad de Panamá) - Veraguas (Santiago de Veraguas) - Panamá Oeste (La Chorrera) | Autonome indigene Territorien mit Provinzstatus - Emberá-Wounaan (Unión Chocó) - Guna Yala (Gaigirgordub) - Naso Tjër Di (Sieyic) - Ngäbe-Buglé (Buäbitdi) Comarcas ohne vollständigen Provinzstatus - Madugandí (Akua Yala) - Wargandí (Nurra) |

## Wirtschaft

### Allgemein
Im Global Competitiveness Index, der die Wettbewerbsfähigkeit eines Landes misst, belegt Panama Platz 50 von 137 Ländern (Stand 2017–2018). Zusätzlich hat Panama die globalisierteste Wirtschaft der gesamten Region. Ein Hauptgrund dafür ist die Drehscheibenfunktion des Landes dank des 2016 für größere Schiffe erweiterten Panama-Kanals und eines damit verbundenen Netzes von in der Region führenden, hochmodernen und effizienten Häfen – sowohl am Atlantik als auch am Pazifik – sowie zahlreicher Freihandels- und Sonderwirtschaftszonen, die von überregionaler Bedeutung sind. Panamas BIP pro Kopf betrug 2016 23.034 US-Dollar (KKB), damit lag das Wohlstandsniveau ungefähr auf dem Niveau von Kroatien. Das Land ist damit eines der reichsten in Lateinamerika. Dank des steigenden Handels expandierte die Wirtschaft in den letzten Jahren mit jährlich 5 bis 6 Prozent.

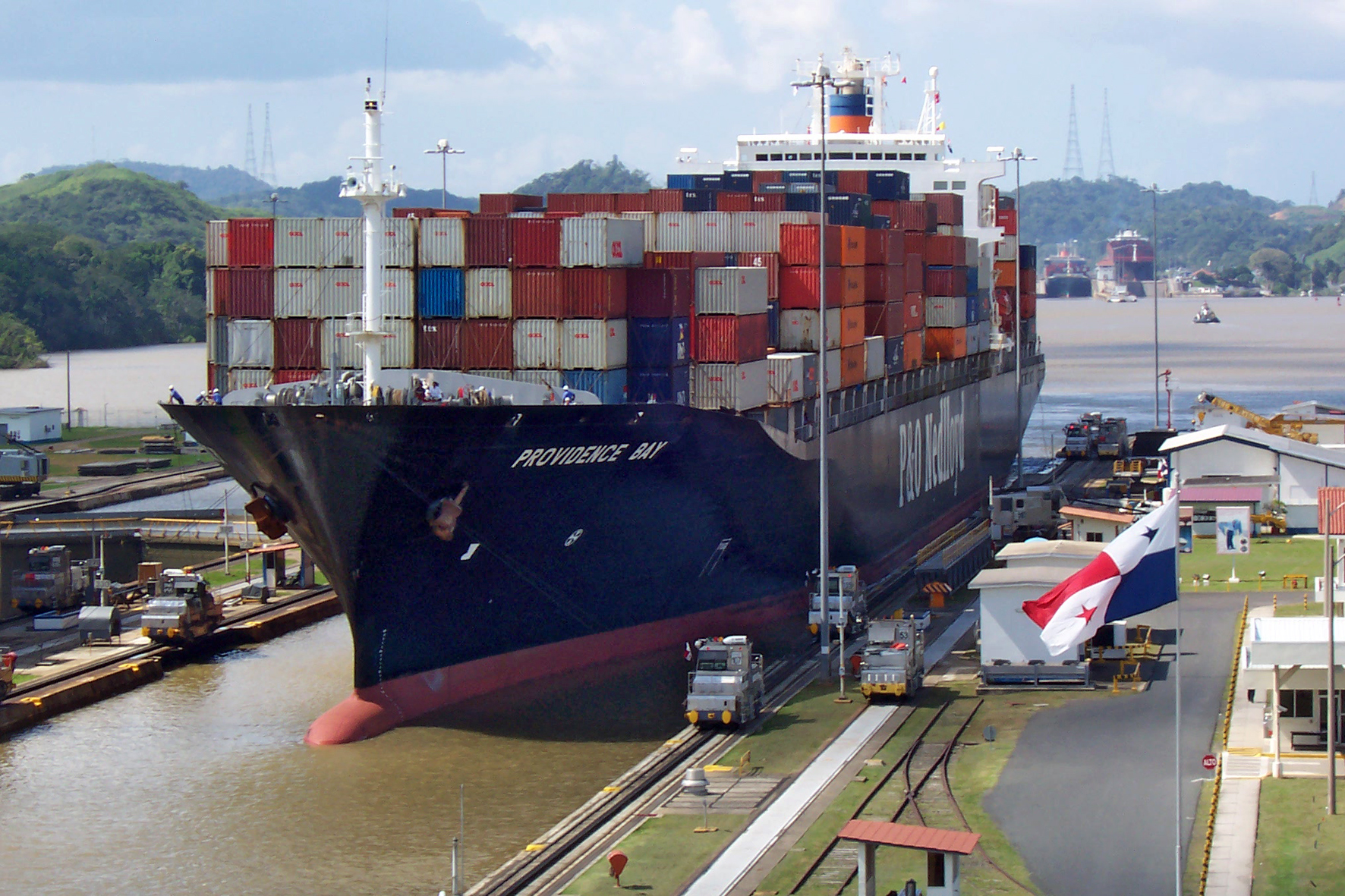
Kanalschleuse des Panamakanals

Wichtigste Einkunftsquellen der panamaischen Volkswirtschaft sind der Panamakanal, für dessen Verwaltung, Betrieb und Instandhaltung rund 8000 Menschen arbeiten. Die Kanalbehörde »Autoridad del Canal de Panamá« (ACP) erzielte im Jahr 2023 einen Überschuss von 3,2 Milliarden Dollar. Zudem ist die Registrierung von Schiffen ein bedeutender Wirtschaftsfaktor. In Panama sind weltweit die meisten Schiffe registriert, fast jedes fünfte. Der Grund dafür sind das vergleichsweise unkomplizierte Verfahren und die geringen Steuern.
Die größte Einkommensquelle Panamas hängt mit dem Betrieb des Panamakanals zusammen, der lange Zeit unter der gemeinsamen Verwaltung Panamas und der Vereinigten Staaten stand und seit dem 31. Dezember 1999 der alleinigen Verfügungsgewalt Panamas unterliegt. Das Bruttoinlandsprodukt (BIP) beträgt 83 Milliarden USD (2017; Dienstleistungen: 82 Prozent, Industrie: 15,7 Prozent, Landwirtschaft: 2,4 Prozent); daraus ergibt sich ein BIP pro Kopf von 18.726 US-Dollar.
Die Gesamtzahl der Arbeitskräfte Panamas, die einer regulär bezahlten Arbeit nachgehen, liegt bei weniger als einem Drittel der Gesamtbevölkerung. Der Rest arbeitet für den Eigenbedarf, lebt von der Schwarzarbeit oder ist arbeitslos (2005: 9,6 Prozent). 19 Prozent der regulär beschäftigten Erwerbstätigen arbeiten in der Land- und Forstwirtschaft sowie der Fischerei, 62 Prozent sind im Handels-, Finanz- und Dienstleistungsbereich beschäftigt, 19 Prozent in der Industrie. Knapp 17 Prozent aller Lohnarbeiter sind gewerkschaftlich organisiert.
Am 28. Januar 2016 legte die EU-Kommission ein Maßnahmenpaket zur Bekämpfung von Steuerflucht vor, bei dem unter anderem Panama auf der schwarzen Liste der Steueroasen auftaucht. Nach den Enthüllungen der Panama Papers versprach Präsident Varela mehr Steuertransparenz und Offenheit.
| Jahr                                    | 2010   | 2015   | 2016   | 2017   | 2018   | 2019   | 2020    | 2021   | 2022   | 2023   |
| --------------------------------------- | ------ | ------ | ------ | ------ | ------ | ------ | ------- | ------ | ------ | ------ |
| BIP in Mrd. USD (Kaufkraftparität)      | 76,8   | 121,0  | 128,2  | 137,7  | 135,3  | 140,6  | 116,0   | 134,4  | 159,6  | 177,4  |
| BIP pro Kopf in USD (Kaufkraftparität)  | 20.964 | 30.426 | 31.745 | 33.611 | 32.524 | 33.338 | 27.123  | 30.995 | 36.308 | 39.846 |
| BIP-Wachstum (real)                     | 5,8 %  | 5,7 %  | 5,0 %  | 5,6 %  | 3,7 %  | 3,3 %  | −17,7 % | 15,8 % | 10,8 % | 7,3 %  |
| Inflation (in Prozent)                  | 3,5 %  | 0,1 %  | 0,7 %  | 0,9 %  | 0,8 %  | −0,4 % | −1,6 %  | 1,6 %  | 2,9 %  | 1,5 %  |
| Staatsverschuldung (in Prozent des BIP) | 39 %   | 35 %   | 34 %   | 34 %   | 36 %   | 40 %   | 62 %    | 56 %   | 54 %   | 52 %   |

### Landwirtschaft
8,8 Prozent der Bodenfläche Panamas werden landwirtschaftlich genutzt. Hauptsächlich werden Bananen, Plátanos, Zuckerrohr, Reis, Ananas, Mais und Kaffee angebaut. Zum Tierbestand gehören Rinder, Schweine und Hühner.

### Forstwirtschaft und Fischerei
Wälder bedecken etwa 45 Prozent der Landesfläche. Eine nationale Forstbehörde verwaltet den Großteil der Waldflächen – etwa zwei Drittel stehen unter Schutz, das verbleibende Drittel wird als Wirtschaftswald genutzt.
Die Fischerei ist ein bedeutsamer Wirtschaftszweig. Zu den wichtigsten Fangprodukten gehören Garnelen und Krabben.

### Bergbau und Industrie
In Panama werden geringe Mengen Gold und Silber abgebaut. Salz wird an der Pazifikküste gewonnen. Die meisten Erzeugnisse der Fertigungsindustrie wie Zement, Zigaretten, Schuhe, Kleidung, Seife, verarbeitete Nahrungsmittel und alkoholische Getränke sind für den einheimischen Markt bestimmt. Erdölraffinerien produzieren hauptsächlich für die Ausfuhr.

### Finanzwirtschaft
Panama hat seit den 1980er Jahren eines der größten Bankwesen in Lateinamerika und zog darum auch deutsche Vermögende an. Insbesondere Offshore-Geschäfte werden im großen Stil angeboten, unter anderem von Großkanzleien wie die durch die Panama Papers bekannt gewordene Mossack Fonseca. Als Handelsplatz bietet das Land eine Wertpapierbörse unter der Bezeichnung Latinex mit Sitz in der Hauptstadt. Außerdem verfügt die Regierung über einen Staatsfonds - den Fondo de Ahorro de Panamá.

### Währung und Außenhandel
Die Währungseinheit von Panama ist der Balboa (PAB), dabei ist 1 PAB in 100 Centésimos unterteilt. Der US-Dollar ist ebenfalls offizielles Zahlungsmittel. Der Balboa ist 1 zu 1 an den US-Dollar gekoppelt. Neben US-Cent-Münzen sind auch Balboa-Münzen im Umlauf. Über 1 PAB/USD wird nur noch mit US-Dollar-Scheinen bezahlt. Die Nationalbank von Panama ist die 1904 gegründete Staatsbank.
Die wichtigsten Exportgüter des Landes sind Bananen, Ananas, Erdölerzeugnisse, Garnelen, Rohzucker und Kaffee. Über 60 Prozent davon gehen in die Vereinigten Staaten. Die Importe stammen hauptsächlich aus den Vereinigten Staaten und China. Weitere Hauptlieferanten Panamas sind Mexiko und Japan. Eingeführt werden in erster Linie fossile Brennstoffe, Textilien, Konserven, Maschinen, Chemikalien, Fördereinrichtungen und Rohstoffe. Die Handelsbilanz ist negativ.

### Staatshaushalt
Der Staatshaushalt umfasste 2016 Ausgaben von umgerechnet 12,4 Mrd. US-Dollar, dem standen Einnahmen von umgerechnet 11,7 Mrd. US-Dollar gegenüber. Daraus ergibt sich ein Haushaltsdefizit in Höhe von 1,2 % des BIP.

Die Staatsverschuldung betrug 2016 39,7 % des BIP. Staatsanleihen von Panama werden von der Ratingagentur Standard & Poor’s mit der Note BBB bewertet (Stand: Dezember 2018) und gelten damit als anlagewürdig.
2020 betrug der Anteil der Staatsausgaben (in % des BIP) folgender Bereiche:
- Gesundheit: 9,7 %
- Bildung: 3,9 %
- Militär: 1,1 % (2023)

## Infrastruktur

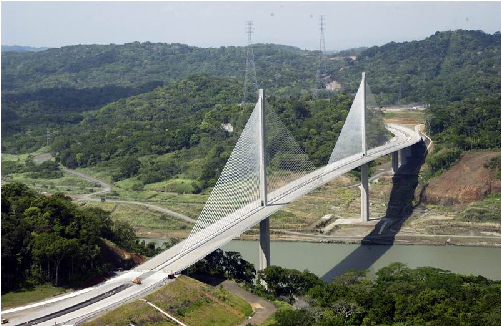
Puente del Centenario über den Panamakanal

### Energie
2005 wurden 5,8 Terawattstunden elektrische Energie erzeugt, davon 36 Prozent in Wärmekraftwerken und der Rest fast ausschließlich in Wasserkraftwerken.

### Telekommunikation
Im Jahr 2022 nutzten 73,6 Prozent der Einwohner Panamas das Internet.

### Verkehr
Im Logistics Performance Index, der von der Weltbank erstellt wird und die Qualität der Infrastruktur misst, belegte Panama 2018 den 38. Platz unter 160 Ländern. Von allen Ländern in Lateinamerika belegt Panama damit den zweitbesten Platz hinter Chile.
Die Nord-Süd-Verbindung zwischen Atlantik und Panama-Stadt am Pazifik ist als Transistmica bekannt. Heute verläuft neben dem Panamakanal die Bahnstrecke (vor kurzem renoviert) sowie in einiger Entfernung eine Straßenverbindung zwischen Panama-Stadt und Colón. Auf ihr passieren viele Unfälle (durch hohes Verkehrsaufkommen und schlechten Zustand). Von 2007 bis 2009 wurde parallel zur Transistmica eine 42 km lange neue Autobahn durch den brasilianischen Odebrecht-Konzern gebaut, um die Fahrt zwischen Colón und Panama-Stadt zu verkürzen und sicherer zu machen.
Straße
Panamas Straßennetz ist einschließlich eines Abschnitts der Panamericana 11.400 Kilometer lang. Die Hauptverbindungsstraße ist die Panamericana, die durch ganz Panama führt. Die Panamericana (englisch Pan American Highway) verbindet eigentlich Nordamerika mit Südamerika und führt von Alaska bis Süd-Chile, doch im Grenzgebiet zwischen Panama und Kolumbien befindet sich eine Lücke, der sogenannte Darien Gap. Dieses Urwaldgebiet ist von Sümpfen durchzogen, sodass der Aufwand für den Straßenbau sehr hoch wäre. Zudem protestieren Umweltschützer und die indigene Bevölkerung dagegen, die Lücke in der Panamericana zu schließen.
Eisenbahn

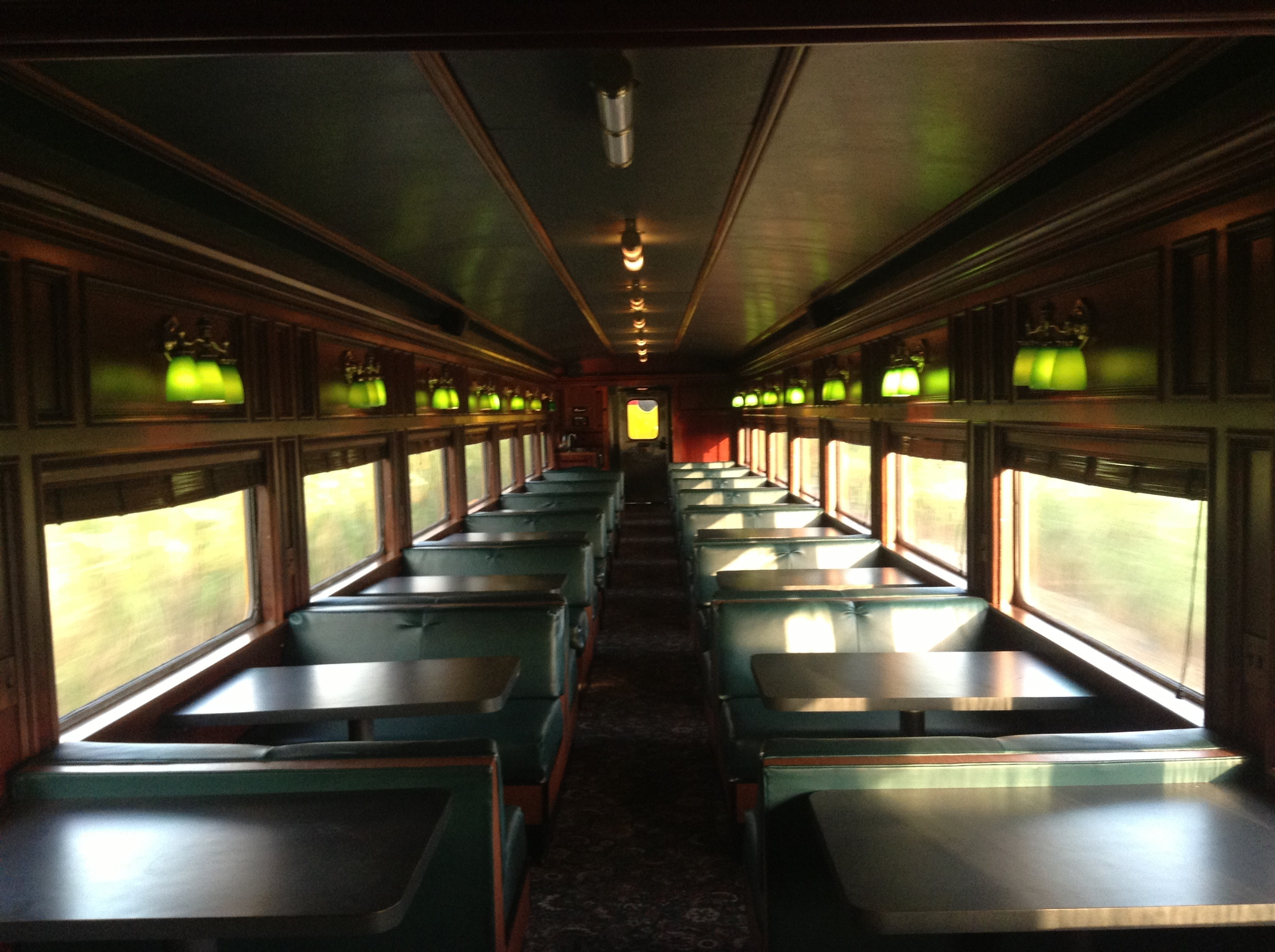
Das Innere eines Wagons der Panama Canal Railway Company

Das Land verfügte einst über rund 450 Schienenkilometer, wovon rund 380 km Schmalspurbahnen waren, die letzten wurden 2008/2009 abgebaut. Die etwa 75 km lange Hauptstrecke der Panama Canal Railway verläuft quer durch den Isthmus von Panama und verbindet die Stadt Colón an der Karibik mit Panama-Stadt am Pazifik, im Wesentlichen dem Kanal entlang. Die Panama Railroad wurde 1850–1855 errichtet und besaß eine Spurweite von 1524 mm; 1904–1912 erfolgte eine Streckenumlegung. Sie wurde in den 1990er Jahren privatisiert und von der Kansas Southern Industries aus den USA übernommen, modernisiert und 2001 auf die 1435 mm breite Normalspur umgespurt. Es findet Güterverkehr statt, seit 2001 auch mit Doppelstock-Containertragwagen; zudem verkehrt an Werktagen ein Personenzug in jede Richtung und für die Reisenden von Kreuzfahrtschiffen werden Charterzüge gefahren.
Schifffahrt

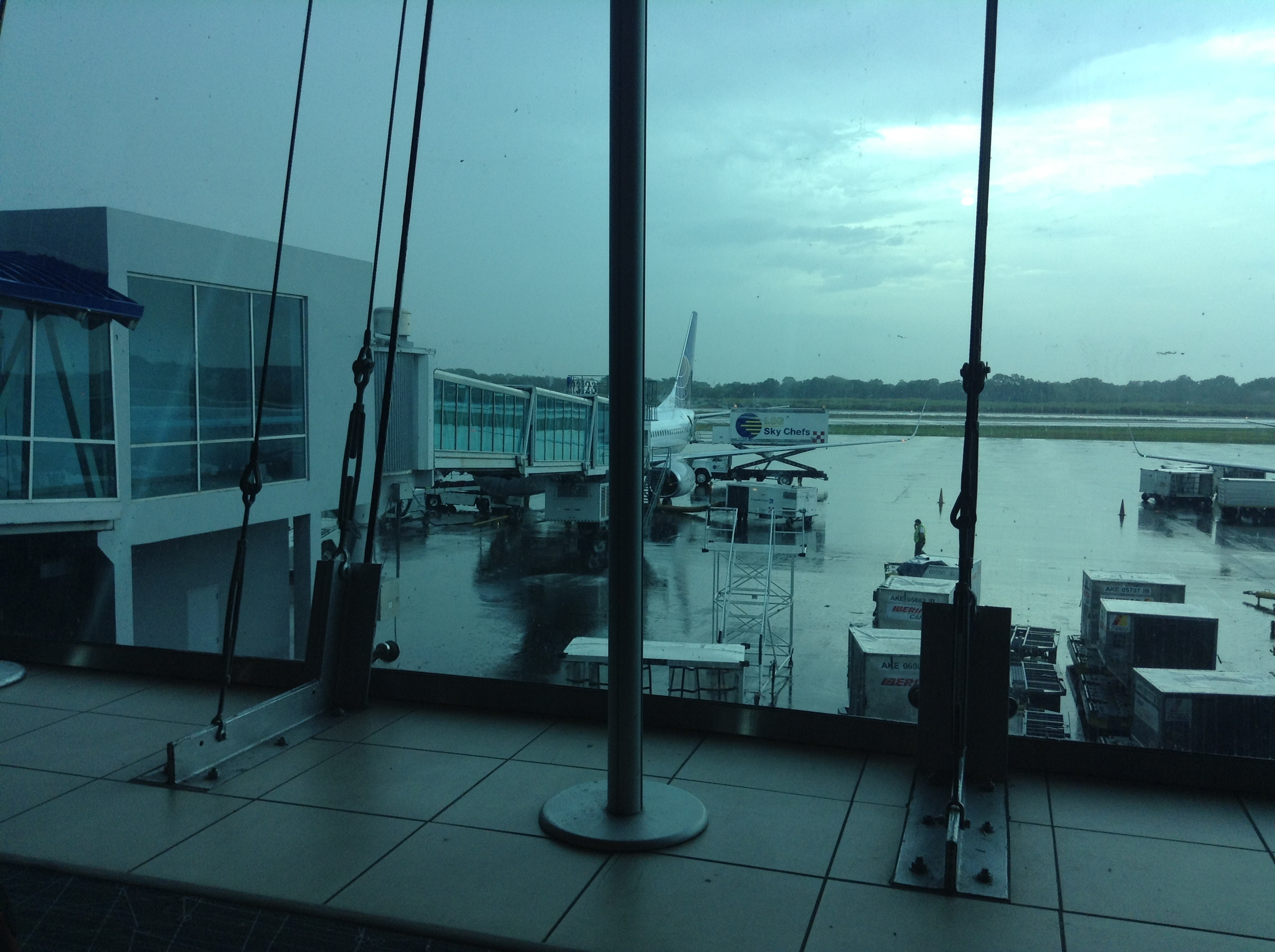
Flughafen Tocumen

Der Panamakanal verbindet das Karibische Meer mit dem Pazifischen Ozean. Die größten Häfen des Landes sind Balboa, Cristóbal, Bocas del Toro, Almirante und Puerto Armuelles. Die Handelsflotte von Panama ist mit 6184 Schiffen z. Zt. die größte der Welt, was allerdings auf die Praxis der Ausflaggung zurückzuführen ist: fast alle hier registrierten Schiffe befinden sich in ausländischem Besitz und sind mit ausländischen Mannschaften besetzt.
Am 22. Oktober 2006 wurde in einer Volksabstimmung für den Ausbau des Panamakanals entschieden. 78 % stimmten dabei für den Ausbau (bei einer Wahlbeteiligung von 44 %). Der Kanal, eine der Haupteinnahmequellen des Landes, hatte seine Kapazitätsgrenze von 14.000 Schiffen pro Jahr erreicht.
Der neu ausgebaute Kanal wurde am 26. Juni 2016 feierlich in Betrieb genommen.
Flugverkehr
In der Nähe der Stadt Panama liegt der internationale Flughafen Aeropuerto Internacional de Tocumen (PTY) nahe Tocumen.
Außerdem befindet sich in der ehemaligen Kanalzone in unmittelbarer Nähe des zentralen Busterminals der Regionalflughafen Marco A. Gelabert. Von dort aus erreicht man Provinzhauptstädte wie David (Chiriqui) oder Changinola und Isla Colon (Bocas del Toro). Die Inlandfluggesellschaften sind Aeroperlas Regional (zur Grupo TACA gehörend) und die private Air Panama.
Die Fluggesellschaft Aeroperlas Regional hat Ende Februar 2012 Konkurs angemeldet und seitdem den regionalen Flugverkehr komplett eingestellt.

## Kultur
Nationalfeiertag ist der 3. November, an dem der Unabhängigkeit von Kolumbien gedacht wird.

### Küche
Die Küche Panamas ist eine Mischung aus spanischen und karibischen bis hin zu amerikanischen und deutschen Gerichten und Zutaten. Auch der Einfluss der indigenen Bevölkerung hat Panamas Speisekammer maßgeblich beeinflusst. Zu den bekanntesten Gerichten des Landes gehören heute der Sancocho, ein Eintopf aus Huhn und Gemüse, gegebenenfalls auch mit Bananen, ferner die Tamales, eine Art Maisteig mit verschiedenen Zutaten wie Fleisch oder Rosinen, und Yuca al Mojo, gekochte Maniokstücke mit Olivenöl.

### Musik und Tanz
Panamas Volksbrauchtum ist durch spanische, afrikanische und indigene Einflüsse geprägt. Ihren Ausdruck findet es vor allem in Musik, Tanz und Festen wie z. B. im Karneval. Historische sowie moderne Tänze aus dem Nachbarland Kolumbien und der Karibik formen, zusammen mit den typischen lateinamerikanischen Tänzen, eine große Vielfalt. Bekannte Tänze sind der aus dem 17. Jahrhundert stammende Tamborito und der von der Guineaküste stammende Cumbia im Zweiviertel- und Viervierteltakt, der auch in Kolumbien und El Salvador verbreitet ist. Trommeln und andere Perkussionsinstrumente spielen bei diesen Tänzen eine bedeutende Rolle.
Zu nennen sind weiterhin:
- der Tipico und Vallenato, die aus der früheren Staatengemeinschaft mit Kolumbien erhalten geblieben sind;
- der Reggae, Reggaetón (der dazugehörige Tanz heißt Perreo, wird auch Rákata genannt) aus Puerto Rico, der Dominikanischen Republik und Panama selbst;
- Tänze der verschiedenen indigenen Gruppen, unter anderem der Kuna Yala;
- der Haitano aus Haiti;
- die typischen lateinamerikanischen Tänze Salsa, Merengue, Bachata.

Einer der bekanntesten Salsa-Musiker der Welt stammt aus Panama: Rubén Blades, er war von 2004 bis Juni 2009 Tourismusminister seines Landes.
Die meisten Tänze werden nach wie vor von breiten Teilen der Bevölkerung beherrscht.

### Literatur

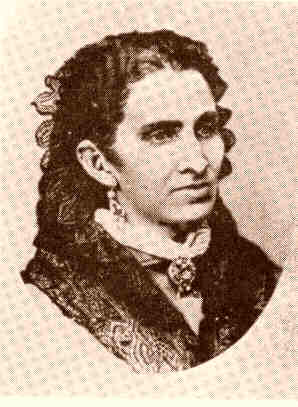
Amelia Denis de Icaza

### Malerei

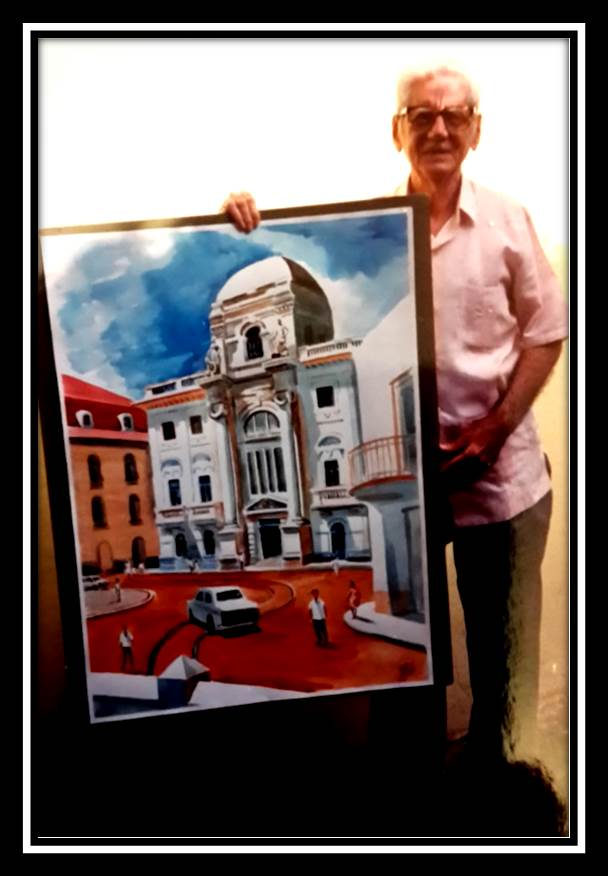
Rodolfo Antonio Méndez Vargas zeigt sein Bild „Stadtpalast Panama“

Die bekanntesten panamaischen Maler sind Hernando de la Cruz (1592–1646), ein Künstler der Gegenreformation, der verschiedene Gebäude in Quito (Ecuador) ausschmückte, Adriano Herrerabarría (* 1928) und Rodolfo Antonio Méndez Vargas (1926–2004), der sich an der realistischen und impressionistischen Malereien orientierte.

### Filme mit Bezug zu Panama
- The Panama Deception
- Der Schneider von Panama
- Charlie Chan in Panama

### Medien
Die Panamaische Regierung kontrolliert den Zugang zu offiziellen Informationen streng und übt unter anderem über die selektive Vergabe staatlicher Werbung Druck auf Medien aus. Die Nichtregierungsorganisation Reporter ohne Grenzen sieht in Panama erkennbare Probleme für die Pressefreiheit. Mitarbeitern der Regierung drohen hohe Strafen, wenn sie heimlich relevante Informationen an die Öffentlichkeit geben. Journalisten werden oft mit Klagen überzogen, wenn sie die Regierung kritisieren oder über Korruptionsfälle berichten, besonders wenn diese eine internationale Dimension haben, wie etwa die Panama-Papers-Fälle. Verfahren wegen Verleumdung sind häufig und führen meist zu Verhängungen von Geldstrafen.
Lineares Radio und Fernsehen sind die Hauptinformationsmedien in Panama. Die auflagenstärksten Zeitungen sind La Prensa, Panama America, Critica und El Siglo und erscheinen sämtlich in Panama City.

### Sport
Zu den beliebtesten Sportarten in Panama gehören Baseball und Fußball. Die größten Erfolge der Fußballnationalmannschaft waren drei zweite Plätze beim  CONCACAF Gold Cup (2005, 2013 und 2023), ein zweiter Platz bei der CONCACAF Nations League 2024/25 sowie die Qualifikation für die Fußball-Weltmeisterschaft 2018 in Russland, bei der man zwar in der Vorrunde ausschied, doch als Debütant zwei Tore erzielen konnte. Panama verzichtete auf eine Teilnahme an den Olympischen Spielen von 1932, 1936 und 1956. Das Land folgte dem Boykottaufruf der USA und blieb auch 1980 den Spielen von Moskau fern.
Special Olympics Panama nahm mehrmals an Special Olympics Weltspielen teil.